# Hussein Yusuf Kamal Ibish

Hussein Yusuf Kamal Ibish

Hussein Yusuf Kamal Ibish oder kurz Hussein Ibisch (arabisch حسين ابيش; * 1963 in Beirut, Libanon) ist ein libanesischer Forscher an der American Task Force on Palestine. Er ist ein Verteidiger der „arabischen Sache“ in den Vereinigten Staaten von Amerika.

## Umfeld und Studium
Hussein Ibish stammt aus einer akademischen Familie. Sein Vater Yusuf Ibish hat an der Universitätsabteilung der Regierungsverwaltung sowie in den 50er-Jahren in Harvard studiert und hat Islamische Wissenschaft an der Amerikanischen Universität in Beirut gelehrt. Hussein hat im Jahre 1986 am College Emerson ein Diplom in Allgemeiner Kommunikation erworben. In Vergleichender Literaturwissenschaft wurde er an der University of Massachusetts Amherst promoviert.

## Berufliche Laufbahn
- Forscher an der American Task Force on Palestine
- Kommunikationsleiter am arabisch-amerikanischen Komitee gegen Diskriminierung von 1998 bis 2004
- Korrespondent der libanesischen Daily Star in Washington
- Lehrassistent in der Abteilung afro-amerikanischer Lehre an der Universität Massachusetts Amherst von September 1996 bis Dezember 1997.
- The Voice-Herausgeber, Frühling und Herbst 1993, Frühling 1995 und 1997.
- Preisträger und Teilnehmer an den bilingualen Programmen an Massachusetts Amherst, von September 1992 bis Mai 1993.
- Mitgründer der Union progressiste musulmane (aus der er später ausscheiden wird).
- 2009 eröffnete er einen Internet-Blog.

## Auszeichnungen
Hussein Ibish hat im Jahre 2002 vom Zentrum des arabisch-amerikanischen Vereins in Ohio den Jahrespreis für seine Verdienste im Rahmen des wirtschaftlich-sozialen Bereiches erhalten. Ein Jahr später wurde er von der New Yorker Presse als bester Vertreter der arabischen Sache gekürt. 2004 erhielt Ibish einen Preis für seine Leistung von dem arabisch-amerikanischen Komitee gegen Diskriminierung.

## Sprecher
Hussein Ibish hat zahlreiche Einladungen vieler renommierter Universitäten, nicht nur in den USA, bekommen, um Vorträge zu halten, Debatten zu leiten usw. Er hat zwei Reden 2002 und 2004 zur Jahresversammlung des Vereins der Staatsanwälte sowie im Jahre 2004 im Forschungszentrum Woodrow International gehalten.
| Personendaten    | Personendaten                                        |
| ---------------- | ---------------------------------------------------- |
| NAME             | Ibish, Hussein Yusuf Kamal                           |
| KURZBESCHREIBUNG | amerikanischer Literaturwissenschaftler und Forscher |
| GEBURTSDATUM     | 1963                                                 |
| GEBURTSORT       | Beirut, Libanon                                      |